# Ngô Châu
Ngô Châu (tiếng Hoa: 梧州; pinyin: Wúzhōu), là một địa cấp thị của Khu tự trị dân tộc Choang Quảng Tây, Trung Quốc. Ngô Châu tọa lạc tại phía Đông của Quảng Tây, giáp giới với Quảng Đông, nằm ở hợp lưu của Quế Giang và Tầm Giang và tạo nên Tây Giang, 85% lượng nước ở Quảng Tây chảy qua Ngô Châu. Diện tích của Ngô Châu là 12.588 km². Dân số năm 2004 là 2.870.000.

## Hành chính
Ngô Châu có 1 thành phố cấp huyện, 3 quận và 3 huyện:
Thành phố cấp huyện:
- Sầm Khê (岑溪市)

Quận:
- Vạn Tú (万秀区)
- Trường Châu (长洲区)
- Long Vu (龙圩区)

Huyện:
- Thương Ngô (苍梧县)
- Đằng (藤县)
- Mông Sơn (蒙山县)